# Davey Moore (Boxer, 1959)
Davey Moore (* 9. Juni 1959 in Bronx, New York City, New York, USA; † 2. Juni 1988) war ein US-amerikanischer Boxer und von 1982 bis 1983 Weltmeister der WBA im Superweltergewicht.

## Karriere
Moore gewann 5 Golden Gloves in New York und wurde für das Team für die olympischen Spiele 1980 berufen, bestritt dort jedoch aufgrund des Boykotts der Vereinigten Staaten keinen Kampf.
Moore wechselte im Anschluss an die Olympischen Spiele ins Profilager. Sein Debüt feierte er am 1. November 1980 gegen Jesus Saucedo, dieses konnte er nach Punkten gewinnen. Am 2. Februar 1982 bezwang er in seinem neunten Profikampf im Metropolitan Gym in Tokio den Japaner Tadashi Mihara durch technischen K. o. in der sechsten Runde und wurde Weltmeister der WBA im Superweltergewicht. Moore konnte seinen Titel drei Mal verteidigen, ehe er ihn am 16. Juni 1983 an Roberto Duran durch technischen K. o. in der achten Runde verlor. Seinen letzten Kampf bestritt Moore am 30. April 1988; diesen gewann er gegen Gary Coates durch technischen K. o.

## Tod
Moore kam bei dem Versuch, ein rollendes führerloses Fahrzeug zu stoppen, ums Leben. Er rutschte auf dem nassen Untergrund aus und geriet unter das Fahrzeug. Er hinterließ seine Frau und zwei Kinder.